# Sejd

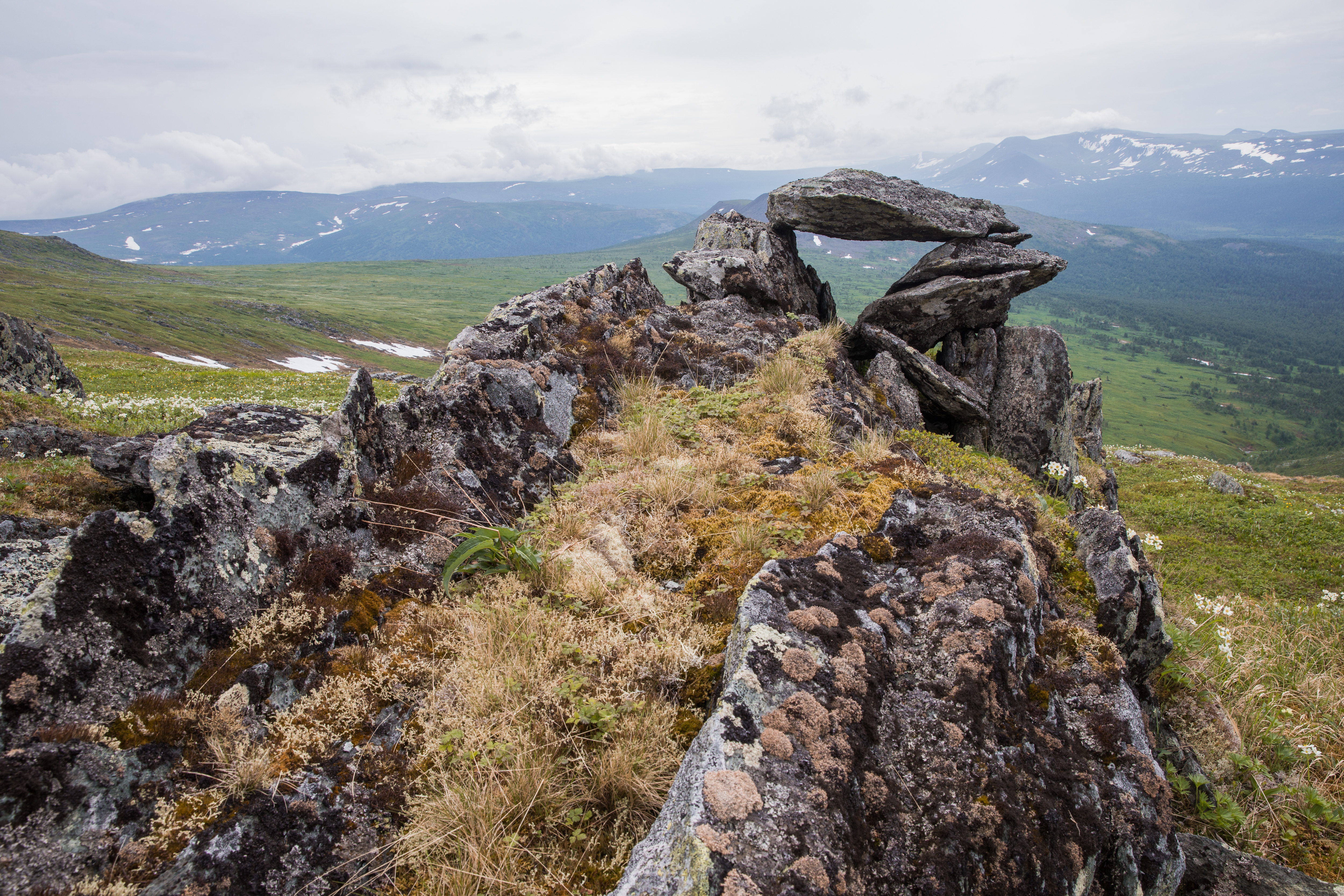
Sejd v horách Severního Uralu v Národním parku Jugid Va

Sejd nebo sieidi (ze sámského výrazu seidd, případně severosámského sieidi), finsky seita, švédsky sejte, rusky, bělorusky a ukrajinsky сейд, je posvátný objekt severoevropských národů, především Sámů, včetně obyvatel ruského severu, jako jsou oblasti Karélie a Kolského poloostrova. Často se jedná o balvany či skály, některé uměle upravené či doplněné jinými kameny. Jako sejd může být uctíváno i zvláštní místo v horách, v tundře a tajze, například jezero, skála, pramen, hora, kmen stromu či jiný objekt.

## Uctívání sejdů
S polyteistickým a animistickým charakterem starého sámského náboženství souviselo přesvědčení původních obyvatel severní Evropy, že každý objekt, který je součástí přírody, tedy kameny, hory, rostliny, zvířata či přírodní jevy, má svou duši. Přírodní objekty byly považovány za obydlí bohů, duchů, skřítků a víl (álfů). V panteonu Sámů na severu Finska zaujímal nejvyšší místo bůh Ukko či Äijih, obdoba staroseverského Thora, a jeho žena Ákku. Dalšími božstvy bylo Slunce (bůh Päivä neboli Den) a bohové Měsíce, větru a vody.

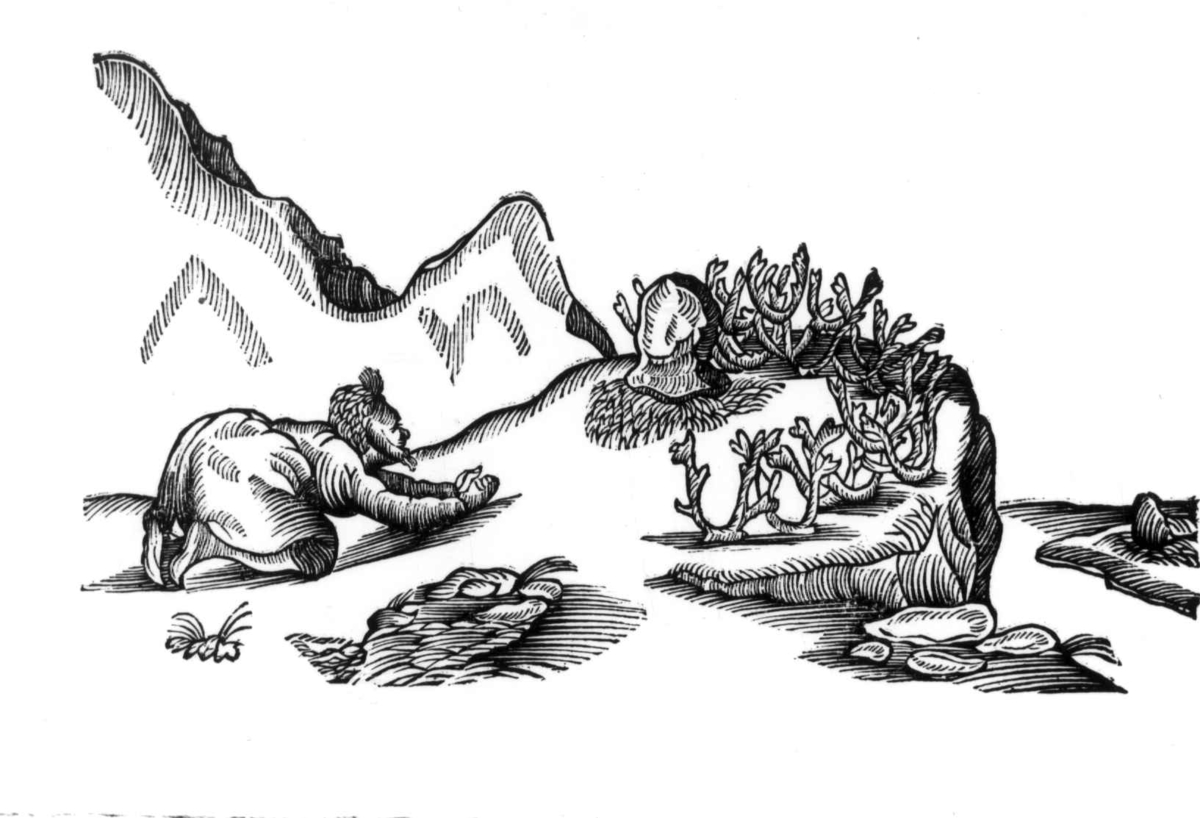
Uctívání sejdu. Dřevoryt z knihy Johannese Schefferuse „Lapponia“ z roku 1673

V sámské kultuře neexistoval výraz pro „náboženství“, protože uctívání posvátných míst, přítomných prakticky všude kolem, bylo součástí každodenního života lidí. Kromě uctívání nedotčených přírodních objektů, které nějak vynikaly ve svém okolí (například skalami obklopené jezero Pakasaivo na území finské obce Muonio nebo ostrov Ukonsaari v jezeře Inarinjärvi v Laponsku), si místní obyvatelé jako sejdy často upravovali dřevěné nebo kamenné objekty - v zalesněných oblastech je například vytvářeli ze stromů, kterým ořezali spodní větve, vyzvedávali do výšky velké pařezy nebo balvany, které podkládali jinými kameny, jako například na ostrově Německý Kuzov v Bílém moři. Někdy byly vytvářeny i umělé labyrinty, například na zmíněných ostrovech v ruském souostroví Kuzova. Na těchto ostrovech se nachází kolem 800 sejdů, což je světový unikát, které jsou v rámci Ruské federace chráněny jako kulturní památka mimořádného významu. Tyto sejdy mají jak podobu přírodních skal, tak i upravených balvanů, navršených hromad kamenů či spirálovitých labyrintů. Smysl vytváření takových labyrintů nebyl dosud objasněn, celkem na území severní Evropy bylo objeveno na 500 podobných labyrintů, přičemž kuzovské labyrinty patří mezi ty nejzachovalejší. 

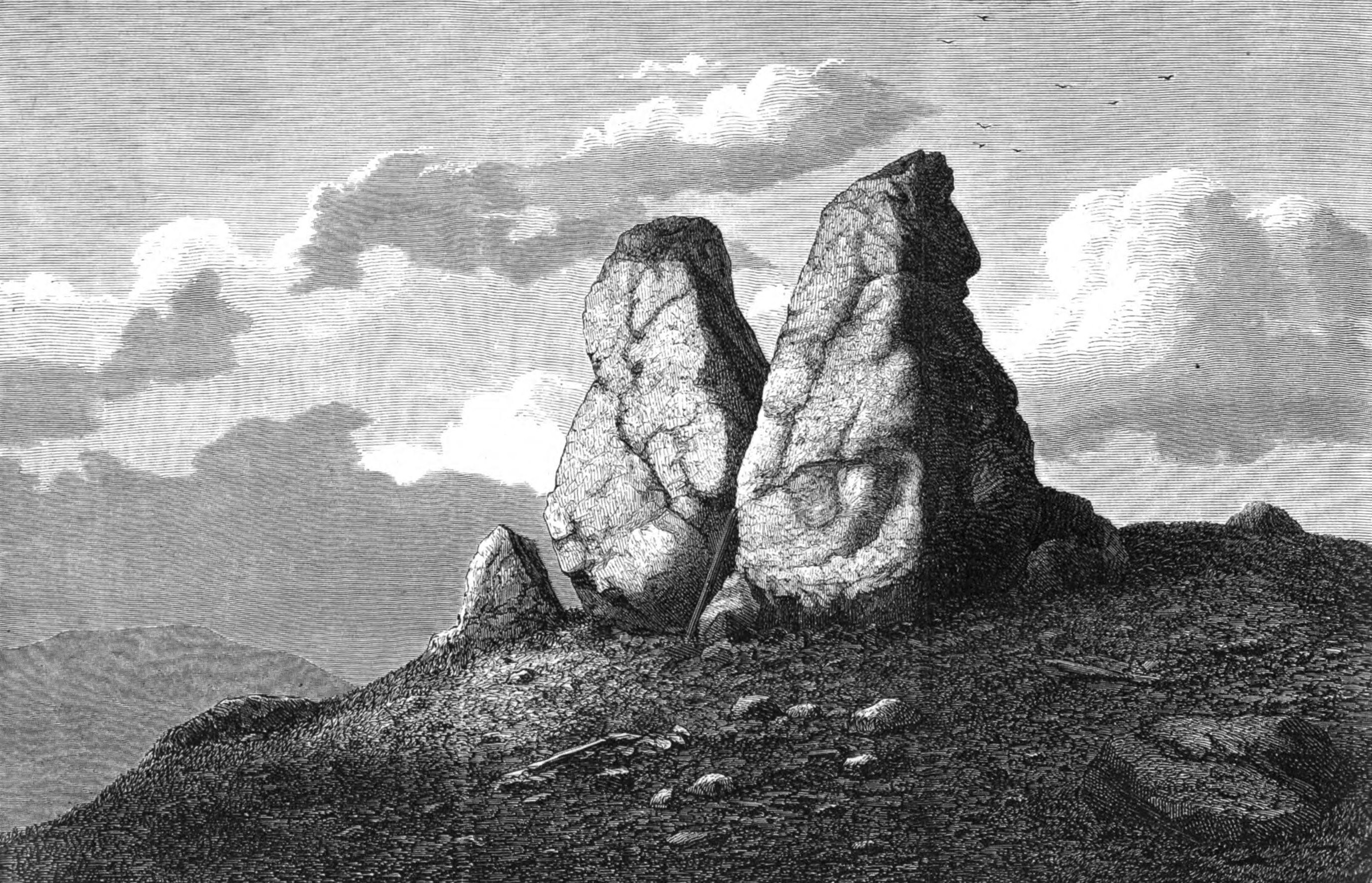
Posvátné sámské kameny u Suallivare na západě norského kraje Finnmark (vyobrazení z roku 1870)

Jako součást uctívání byly na posvátných místech několikrát ročně prováděny obětní obřady, při nichž byly sejdy pomazány zvířecím tukem nebo krví. Doba konání obřadů byla určována důležitými mezníky v ročním cyklu, jako je letní slunovrat nebo den podzimní rovnodennosti, případně důležitými událostmi v lidském životě, jako je narození dítěte 

## Sejdy ve Skandinávii a v Rusku

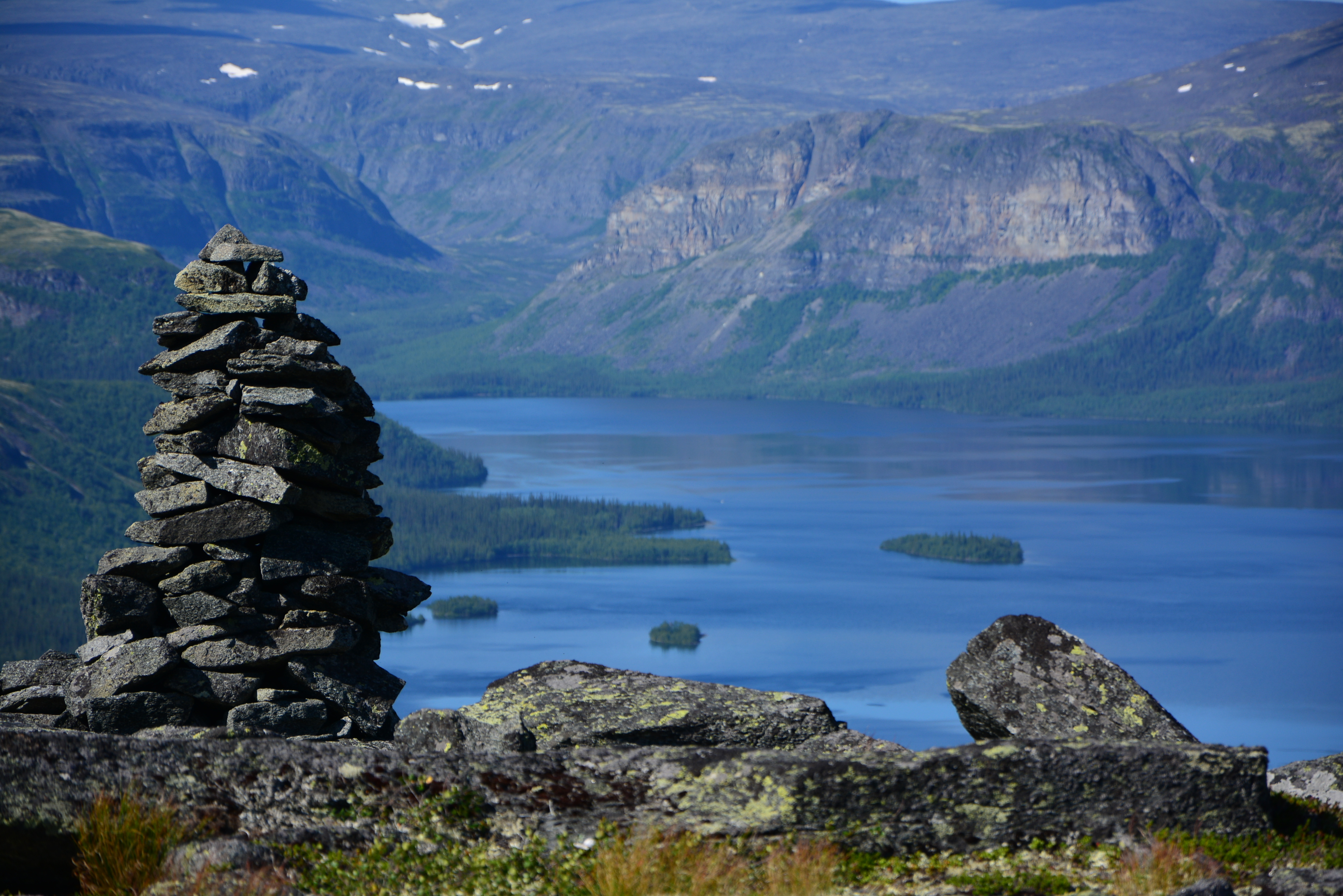
Uměle navršená pyramida u Sejdozera na poloostrově Kola
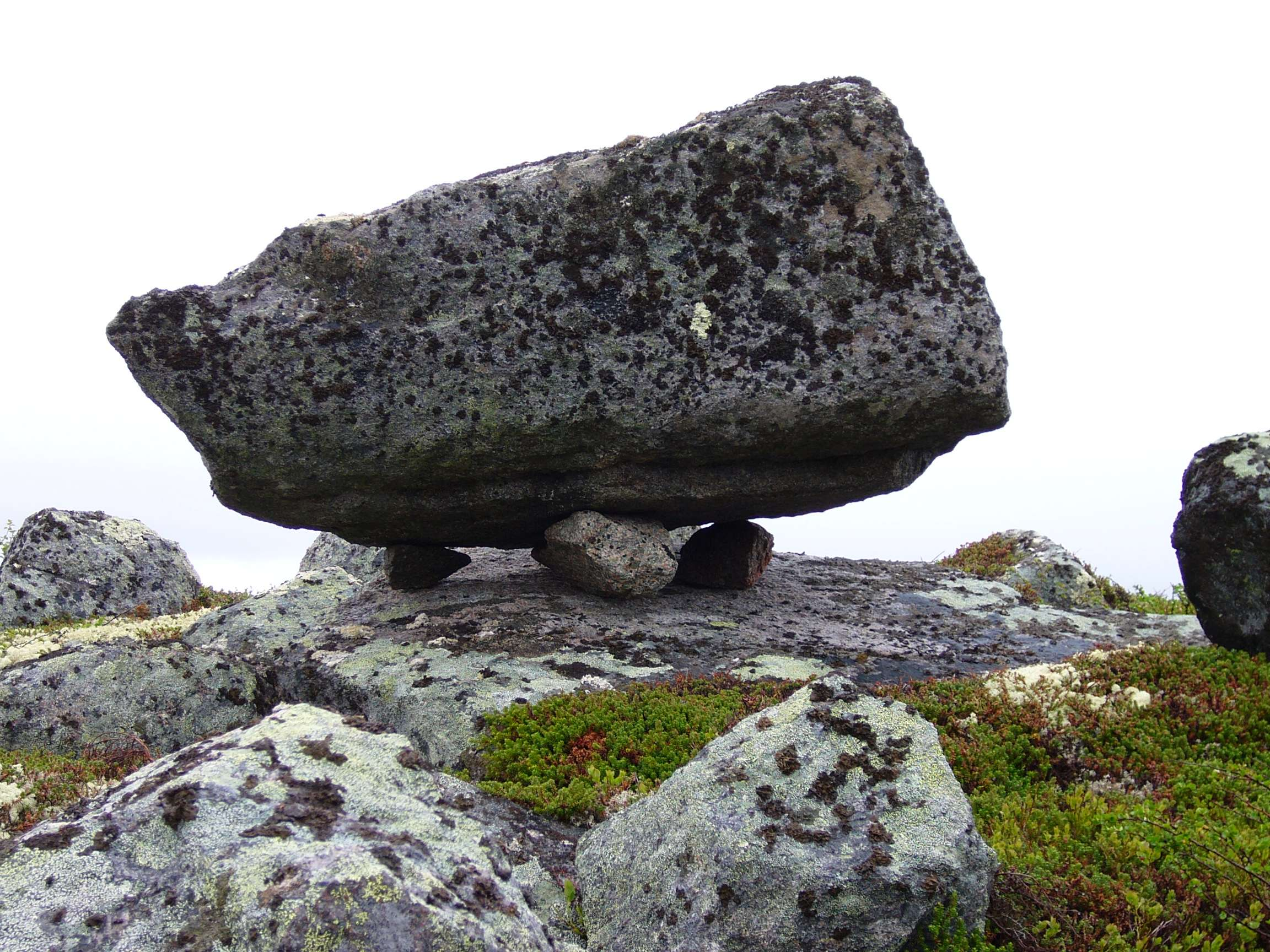
Sejd u obce Tumannyj v Murmanské oblasti
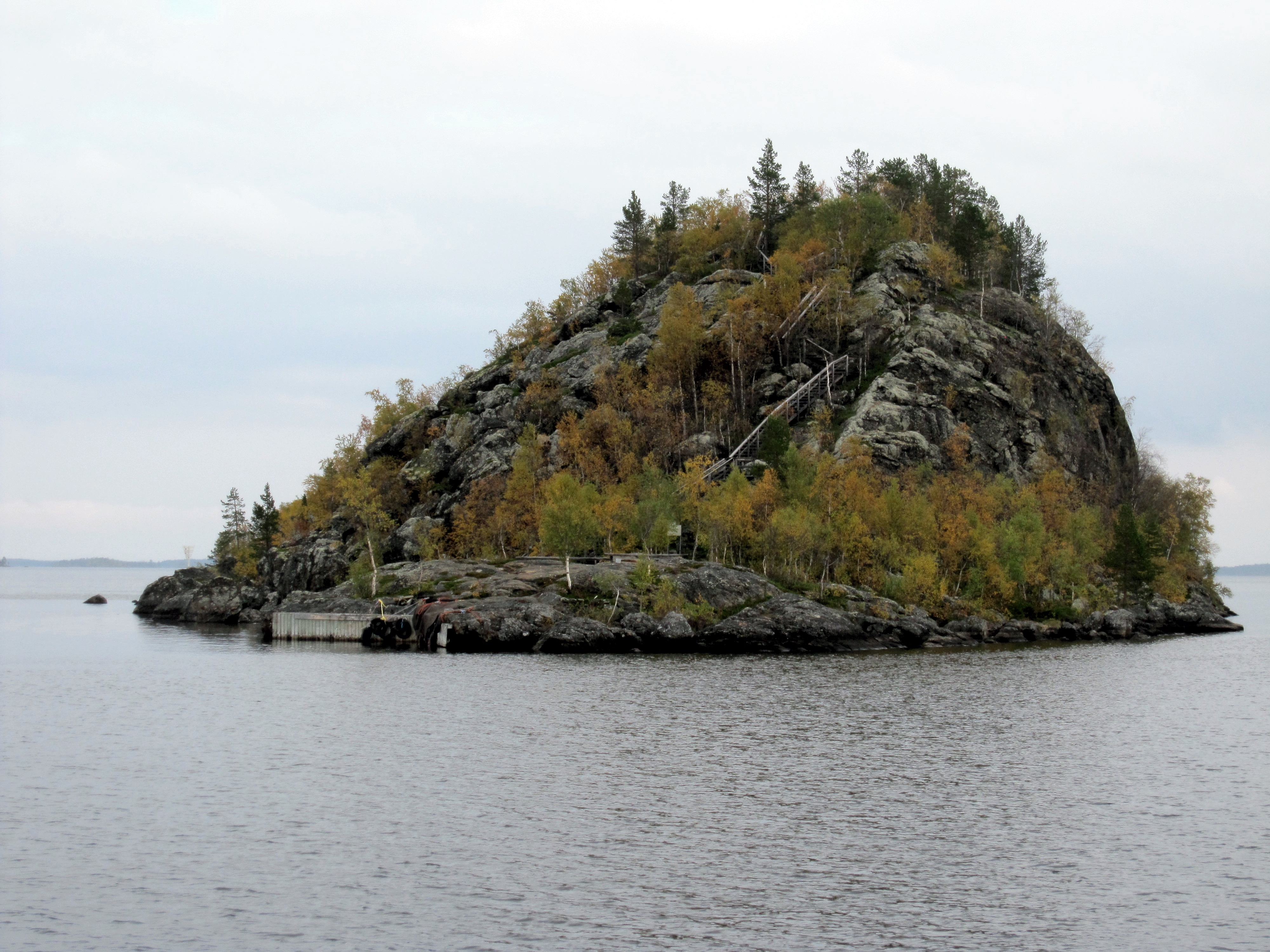
Posvátný ostrov Ukonsaari v Laponsku
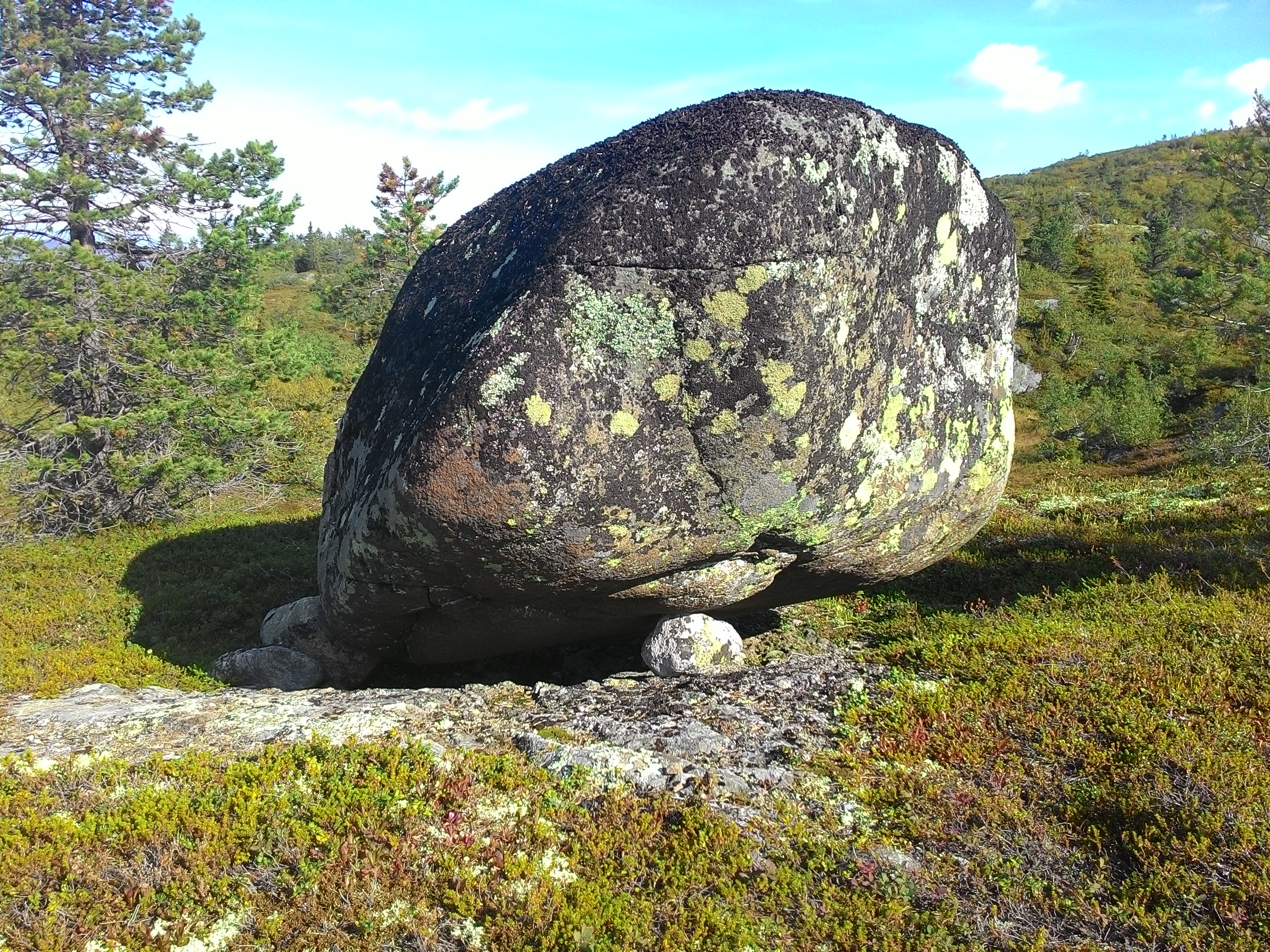
Sejd u města Kandalakša na pobřeží stejnojmenného zálivu
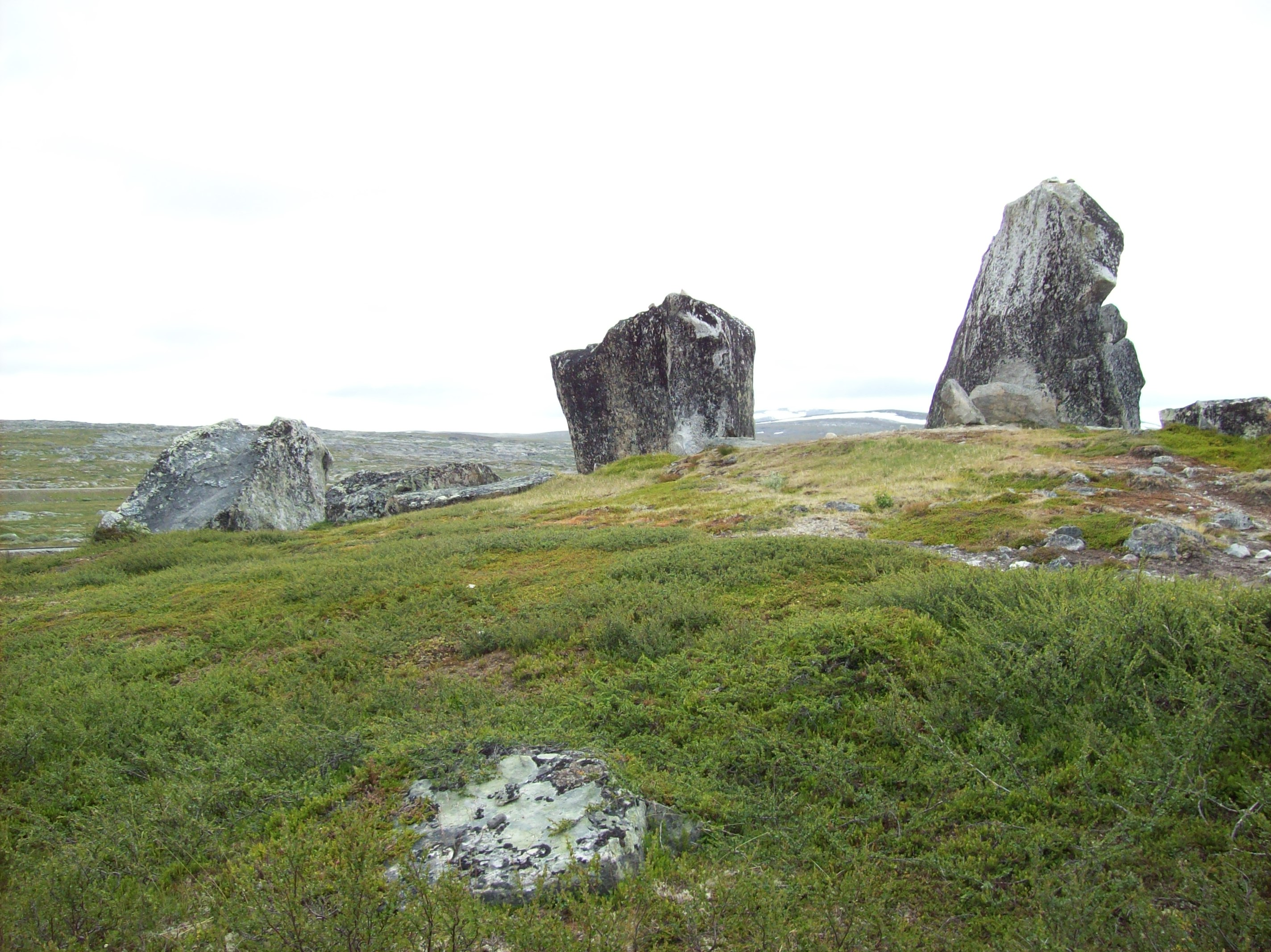
Sejdy v pohoří Saltfjelet v norském kraji Nordland
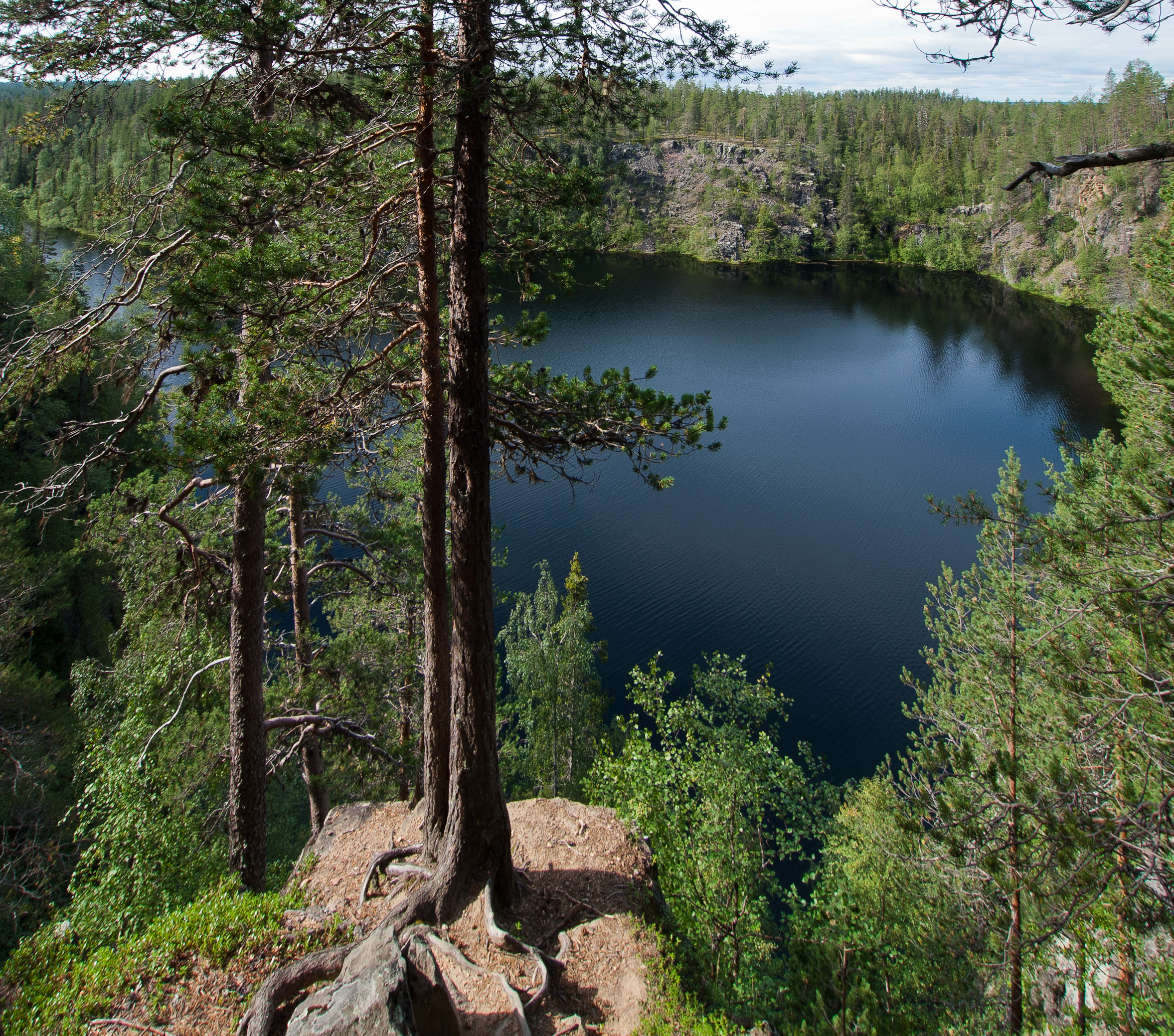
Jezero Pakasaivo, přezdívané „Peklo Laponska“